# نبرد دوروکورتوریوم
نبرد رنس یا نبرد دوروکورتوریوم در ۳۵۶ میلادی میان امپراتوری روم به فرماندهی امپراتور یولیانوس کافر و آلامانی‌ها رخ داد. آلامانی‌ها در این نبرد به پیروزی رسیدند.